# جرامي ذهبي

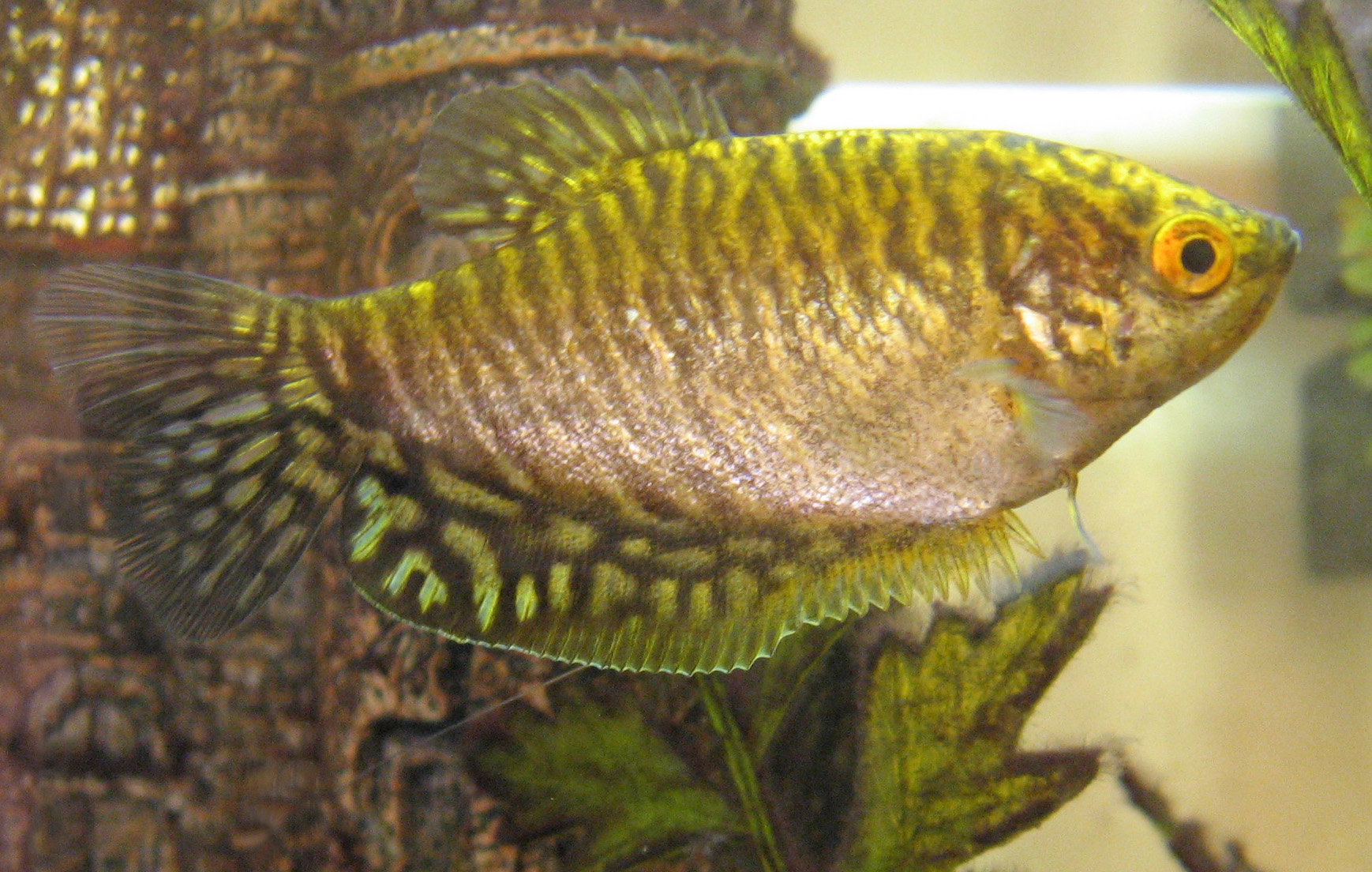
جرامي ذهبي

جرامي ذهبي (بالإنجليزية: Gold Gourami)‏ اللون الجميل للجرامي الذهبي يضيف شكل جمالى إلى حوض السمك. ويمكن لهذه السمكة أن تصبح كبيرة جدا لتصل إلى حوالي ستة بوصات، ويتواجد في أنهار الشرق الأقصى الاستوائي بورناي وسيام.
الجرامي الذهبي من الأسماك التي تم تفقيسها في الأسر من الجرامي البقع الثلاث، لذلك فإنه يتشابه والجرامي أزرق، فهم متماثلين في الشكل، والاختلاف بينهم بالإضافة إلى اللون الذي يميزهم هو أن البقع الثلاث موجودة في الأزرق وغير موجودة في هذه السمكة.
مثل أكثر هذه العائلة، الجرامي الذهبي يبني عشه أو فقاعته وتطفو على سطح الماء. البيض بالإضافة إلى صغار السمك يكونون أخف وزنا من الماء فيطوف على السطح.
صفه خاصة لهذا النوع من الجرامي بالإضافة إلى الجرامي اللؤلؤي، انهم مشهورون بأكل الهيدرا. لذلك إذا كان حوضك يعاني منها فعليك بهذا السمك.